# جوناثان لامبرت
جوناثان لامبرت (بالفرنسية: Jonathan Lambert)‏
```
(و. 
1973
 – 
م
)
[
1
]
 هو 
ممثل
، 
ومقدم برامج إذاعية
 من 
فرنسا
 . ولد في 
باريس
 .
[
2
]
```

## التعليم
تعلم في مدرسة فلوران ‏

## روابط خارجية
- جوناثان لامبرت على موقع IMDb (الإنجليزية)
- جوناثان لامبرت على موقع ألو سيني (الفرنسية)
- جوناثان لامبرت على موقع ميوزك برينز (الإنجليزية)
- جوناثان لامبرت على موقع أول موفي (الإنجليزية)
- جوناثان لامبرت على موقع ديسكوغز (الإنجليزية)
- جوناثان لامبرت على موقع قاعدة بيانات الفيلم (الإنجليزية)
- جوناثان لامبرت على موقع كينوبويسك (الروسية)